# Château de Bussemont
Le château de Bussemont est situé sur la commune de Saint-Lumier-la-Populeuse, dans le département de la Marne.

## Historique

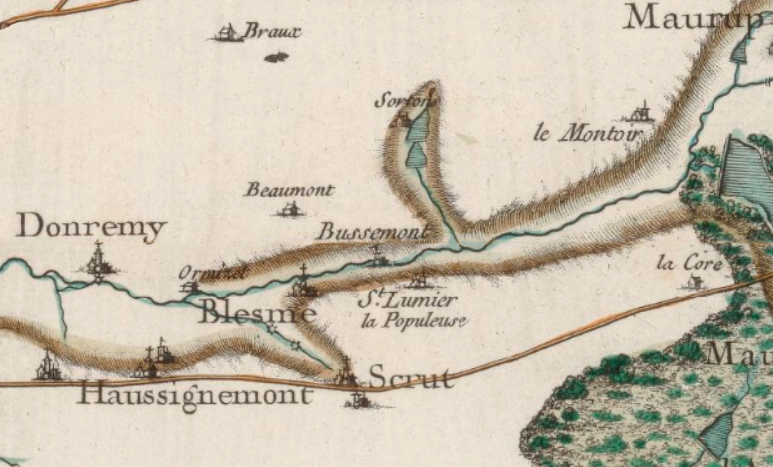
Carte de Cassini.

Le château de Bussemont a été restauré et surélevé à la fin du XIXe siècle, dans le style Louis XIII, par M. Jean-Baptiste Ange Morillot puis par son fils, M. Adrien Morillot.
Le bâtiment actuel a remplacé un ancien manoir qui avait été construit en 1664 par M. Louis-François de Tournebulle.
La tradition bien établie (mentionnée entre autres dans le Dictionnaire biographique de la Marne) affirme que la dernière Assemblée des Notables de Champagne de 1788 s’est tenue dans le grand salon du château.
Le château attira l'attention de la famille Almoayyed qui en fit l'acquisition en 2011, et qui réalisa d'importants travaux de décoration, notamment par la création d'un jardin à la française.

## Descriptif
L'édifice est construit en pierre et en briques. Il est composé d'un corps de logis central flanqué de deux ailes à toitures d'ardoises. Un pont à trois arches permet la traversée des douves pour rejoindre les jardins. Endommagé par le seconde guerre mondiale, puis démonté, il a été entièrement reconstruit, en 2020, par l'entreprise Varnerot de Verdun (Meuse) en s'appuyant sur d'anciennes cartes postales pour lui rendre son aspect initial.
Dans l'enceinte du parc, d'une superficie de 32 hectare et traversé par la Bruxenelle, se trouve une chapelle à coupole d'aspect byzantin, construite au XIXe siècle.

## Personnalités liées au château

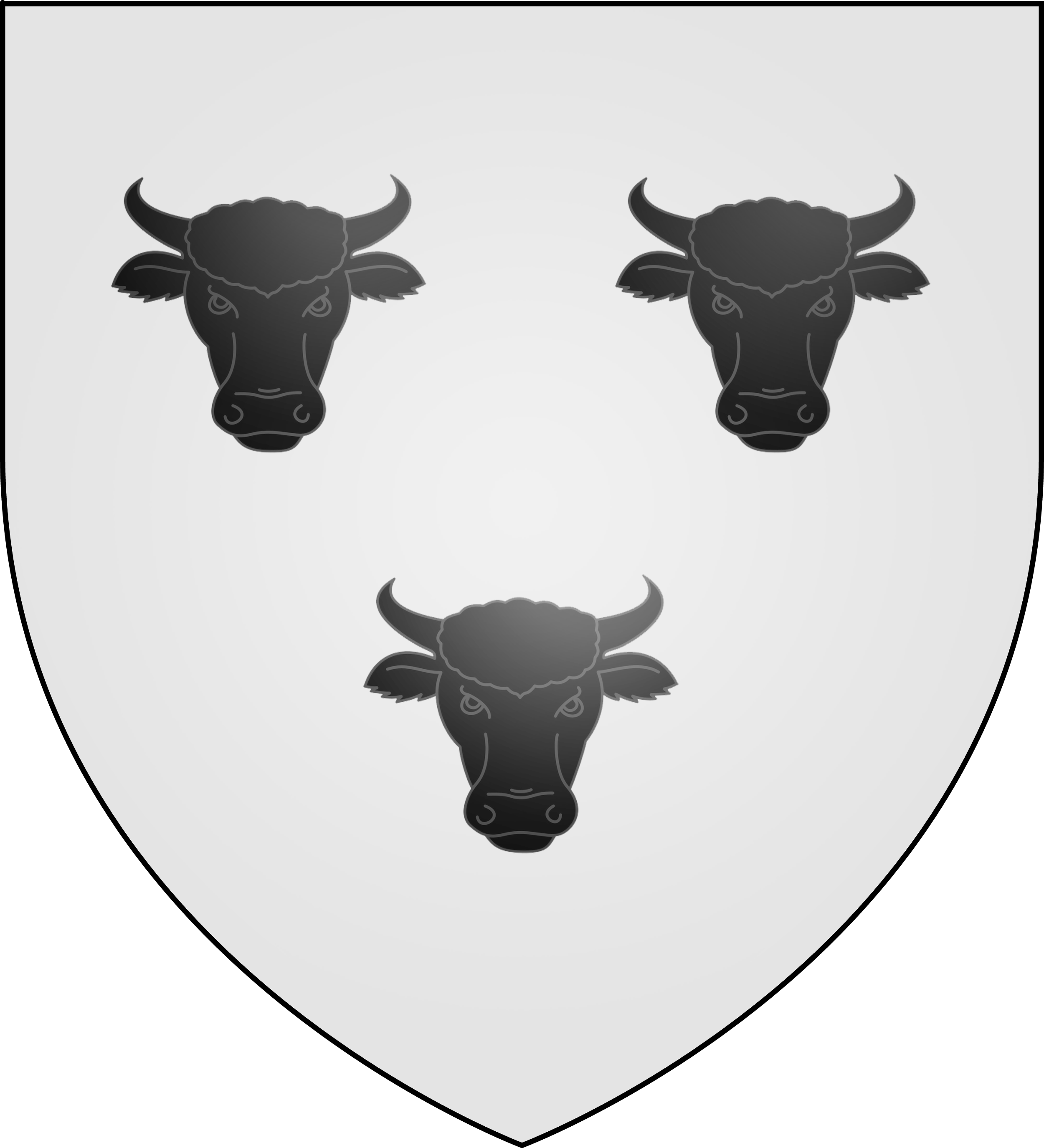
Famille de Tournebulle[2].

- Léon Morillot (1838-1909), homme politique, fils de Jean-Baptiste Ange Morillot et de Félicité Davy de Chavigné. Il est né au Château d'Étrepy, il posséda le Château de Bussemont ou il est décédé et celui de Bettancourt-la-Longue.
- Octave Morillot (1878-1931), fils de Léon, né au château. Peintre français.
- Roland Morillot (1885-1915), fils de Léon, né au château. Officier de marine français.